# Neste
Cet article concerne la Neste, rivière affluent de la Garonne. Pour l'ensemble des cours d'eau portant le nom de Neste, voir Neste (homonymie).
La Neste est une  rivière du Sud-Ouest de la France qui prend naissance dans le parc national des Pyrénées. C'est un affluent de la Garonne en rive gauche.

## Hydronymie
Neste est aussi le nom générique de plusieurs de ses affluents comme, plus à l'ouest, gave est celui de nombreux cours d'eau des Pyrénées (affluents des gaves de Pau ou d'Oloron) en Bigorre et Béarn.

## Géographie

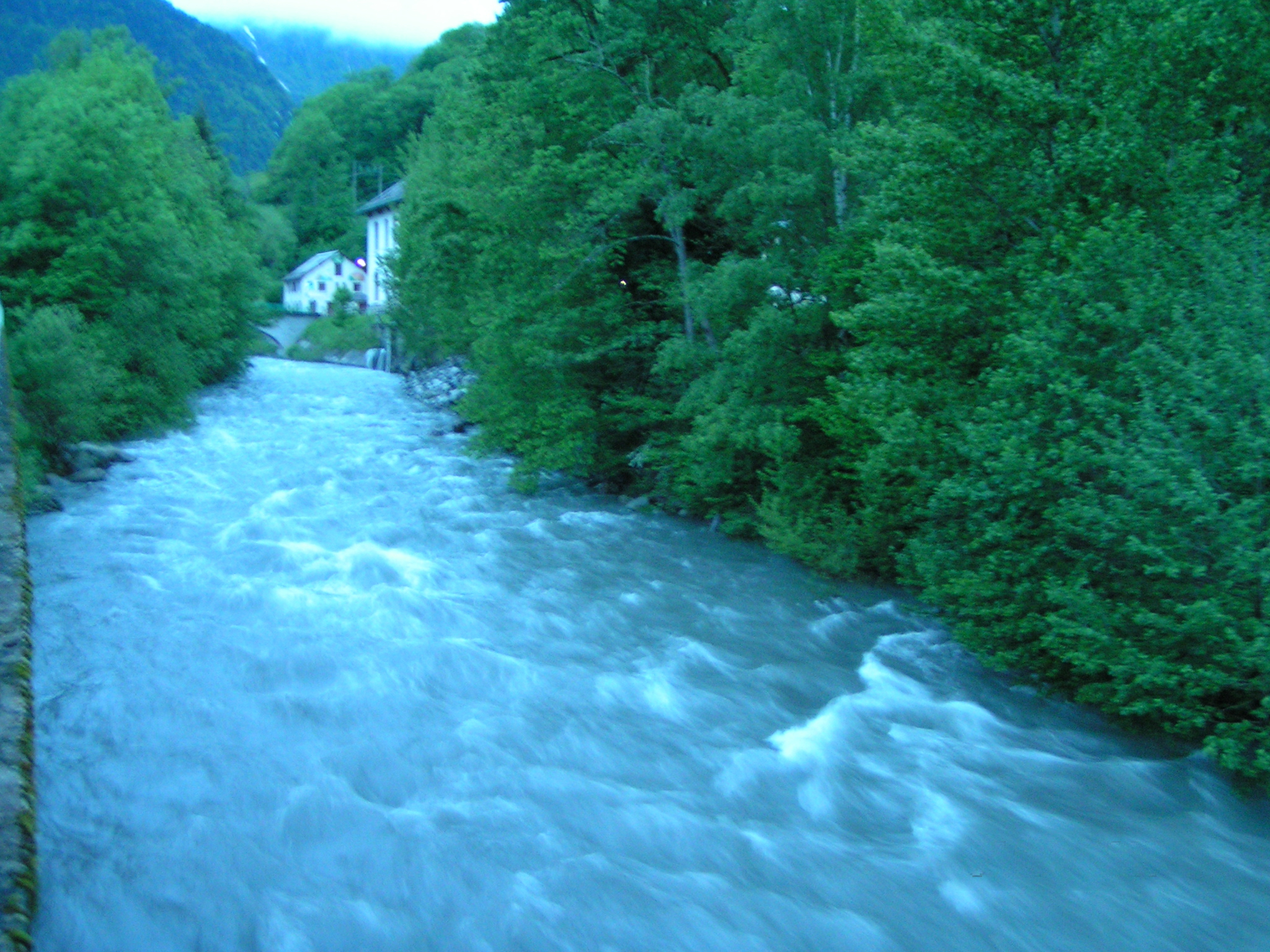
La Neste d'Aure à Saint-Lary-Soulan.

Selon le Service d'administration nationale des données et référentiels sur l'eau (Sandre), la Neste est un seul cours d'eau long de 73 km qui prend naissance dans le département des Hautes-Pyrénées, sur la commune d'Aragnouet.
Selon l'IGN et le cadastre d'Aragnouet, elle correspond d'abord à la Neste de Badet qui prend sa source dans le parc national des Pyrénées vers 2 570 mètres d'altitude, au nord du Pic de la Géla, sur la commune d'Aragnouet. Au village du Plan, la Neste de Badet prend le nom de Neste d'Aragnouet après avoir conflué avec la Neste de la Géla.
La Neste d'Aragnouet  traverse le village d'Aragnouet puis reçoit sur sa gauche la Neste de Couplan juste en amont du village de Fabian. Elle prend alors le nom de Neste d'Aure. Elle baigne Saint-Lary-Soulan.
Encore plus en aval, à Arreau, point de jonction de la vallée d'Aure et de la vallée du Louron, elle reçoit en rive droite son principal affluent, la Neste du Louron et prend le nom définitif de Neste. Sur la commune de Beyrède-Jumet-Camous les eaux de la Neste sont captées pour alimenter le canal de la Neste pour les besoins d'irrigation. Puis arrose Sarrancolin, La Barthe-de-Neste et Saint-Laurent-de-Neste avant de se jeter dans la Garonne en rive gauche, à Montréjeau, à 414 mètres d'altitude. Seuls les derniers 500 mètres de son cours s'effectuent dans la Haute-Garonne.

### Communes et départements traversés
- Hautes-Pyrénées : Saint-Lary-Soulan, Arreau, Beyrède-Jumet-Camous, Saint-Laurent-de-Neste, Nestier ;
- Haute-Garonne : Montréjeau.

### Bassin versant
La Neste est une rivière de montagne qui alimente le canal de la Neste. Son bassin versant s'étend sur 870 km2.

## Affluents

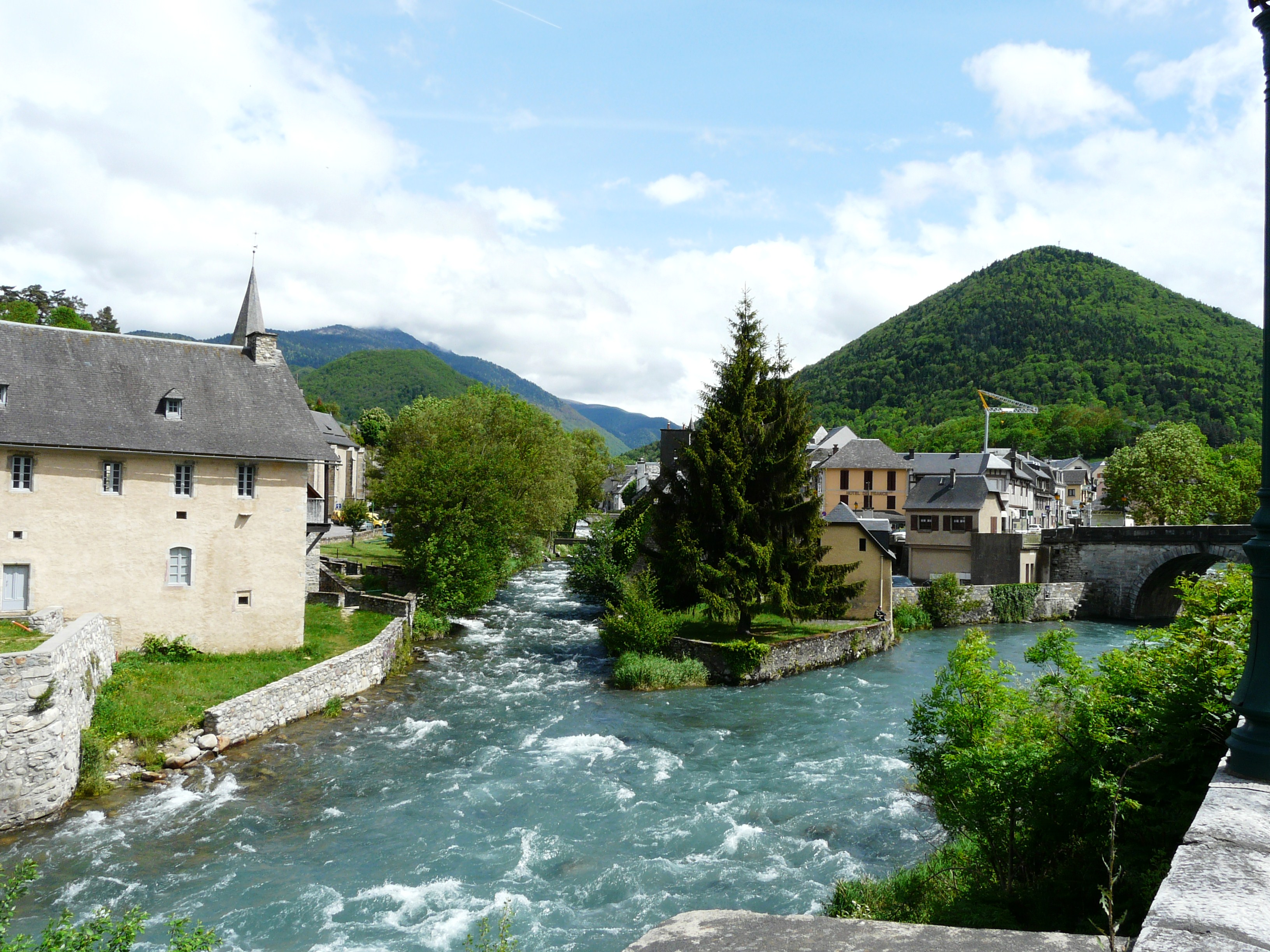
À Arreau, la confluence de la Neste du Louron (à gauche) et de la Neste d'Aure.

Parmi les quelque quatre-vingts affluents répertoriés par le Sandre, les principaux sont, d'amont vers l'aval :
- la Neste de Couplan, 16,6 km[3], rive gauche,
- la Neste du Moudang, 9,4 km[4], rive droite,
- la Neste de Rioumajou, 15,3 km[5], rive droite,
- la Mousquère (ou le ruisseau d'Ourtigué), 12,8 km[6], rive droite,
- le Lavedan, 11,5 km[7], rive gauche,
- la Neste du Louron, 32 km[8], rive droite,
- le ruisseau d'Ardengost, 9,5 km[9], rive droite,
- le Merdan, 11 km[10], rive droite,
- le ruisseau de Nistos (ou Nistes), 18,5 km[11], rive droite.

### Voir aussi

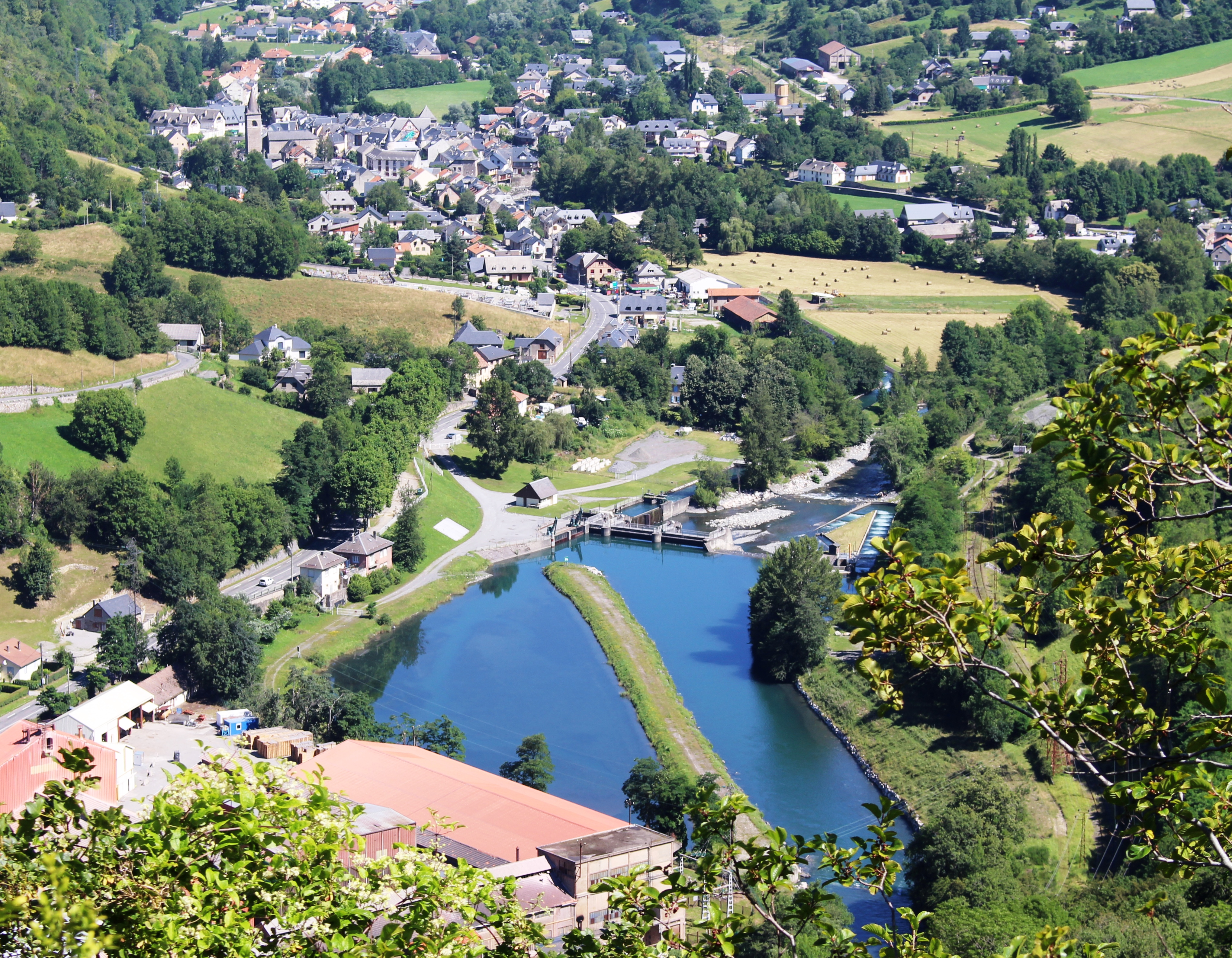
La prise d'eau de la Neste pour alimenter le canal de la Neste.

## Hydrologie

### La Neste d'Aure à Sarrancolin
La station hydrologique de Beyrède à Sarrancolin, en service entre 1961 et 2001, a enregistré un débit maximal journalier de 211 m3/s le 7 novembre 1982. Sur cette période de 50 ans, le débit moyen annuel s'établit à 19,4 m3/s.

## Géologie
La Neste a construit le cône de déjection qui constitue le plateau de Lannemezan.

## Activités touristiques
- Canoë-kayak
- Rafting
- Pêche sportive ou de détente
- Hydrospeed

## Sites et monuments
- canal de la Neste

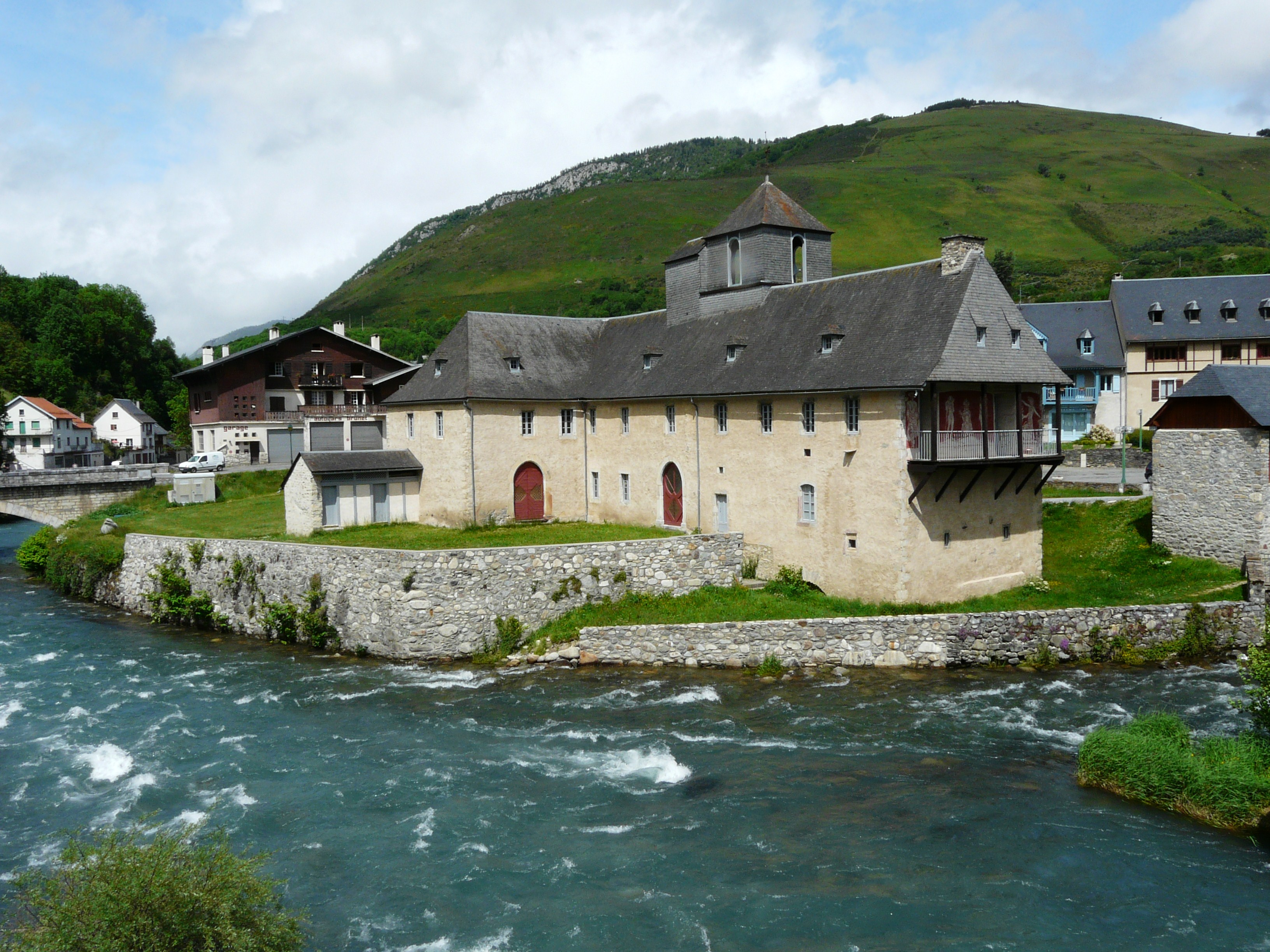
Le château des Nestes à Arreau.

- Chapelle Notre-Dame-de-l'Assomption-du-Plan des Hospitaliers de Saint-Jean de Jérusalem, à Aragnouet
- Château de Tramezaygues
- Église Saint-Barthélemy de Vielle-Aure
- Chapelle d'Agos des Hospitaliers de Saint-Jean de Jérusalem, à Vielle-Aure
- Blocs erratiques de Peyre-Mayou à Bazus-Aure
- Église Saint-Brice Sainte-Catherine de Guchen
- Chapelle Notre-Dame de Pène-Tailhade de Cadéac, dont le porche est traversé par la route départementale 929
- Ruines de la tour de guet de Cadéac
- À Arreau :
  - Château des Nestes (ou château Camou)
  - Maison des Lys
  - Église (ou chapelle) Saint-Exupère
  - Église Notre-Dame
- Tour de la Prison à Sarrancolin
- Église Saint-Pierre Saint-Ebons, de Sarrancolin

## Galerie d'images

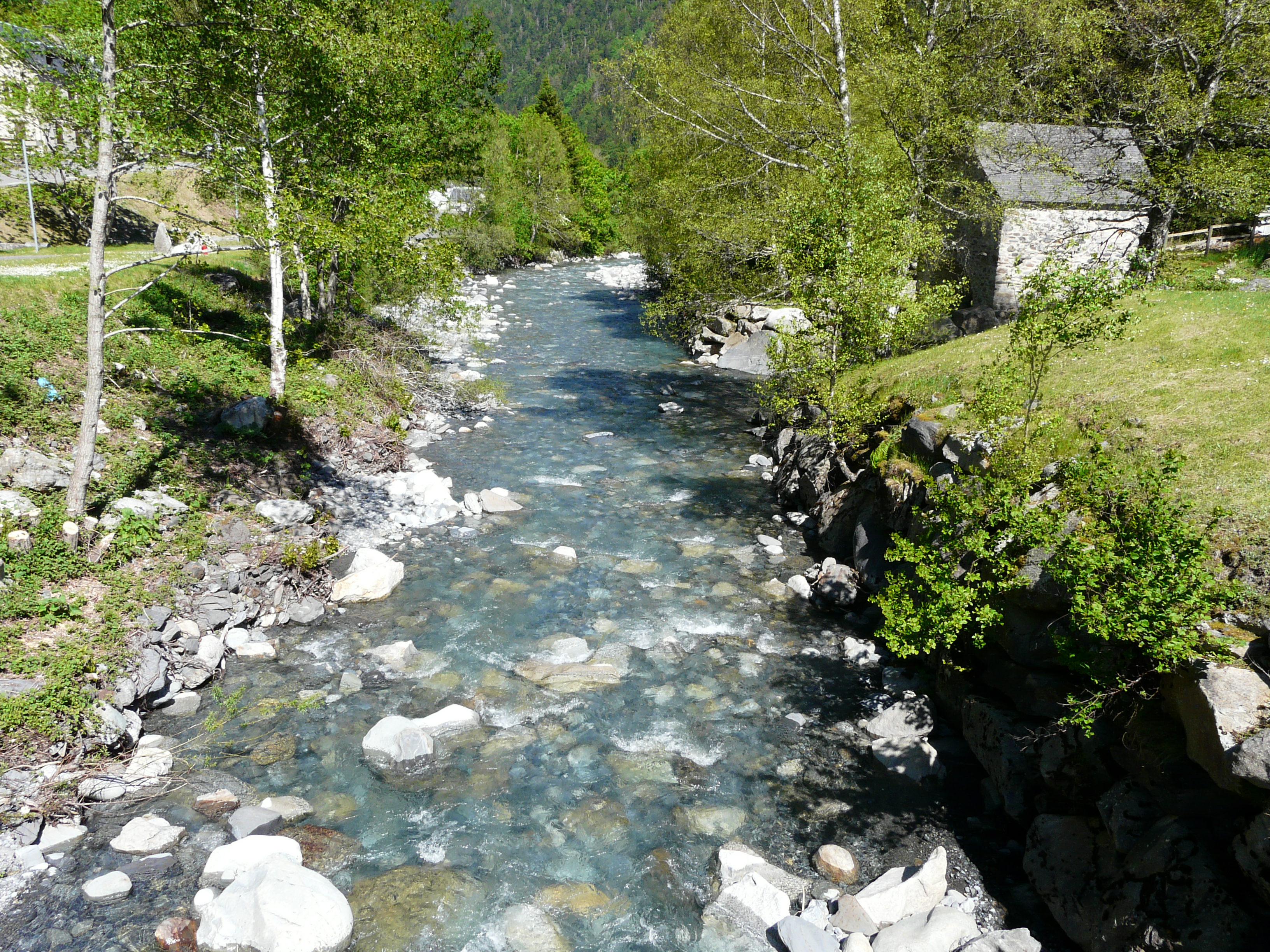
La Neste d'Aure au pont du Moudang, Aragnouet.
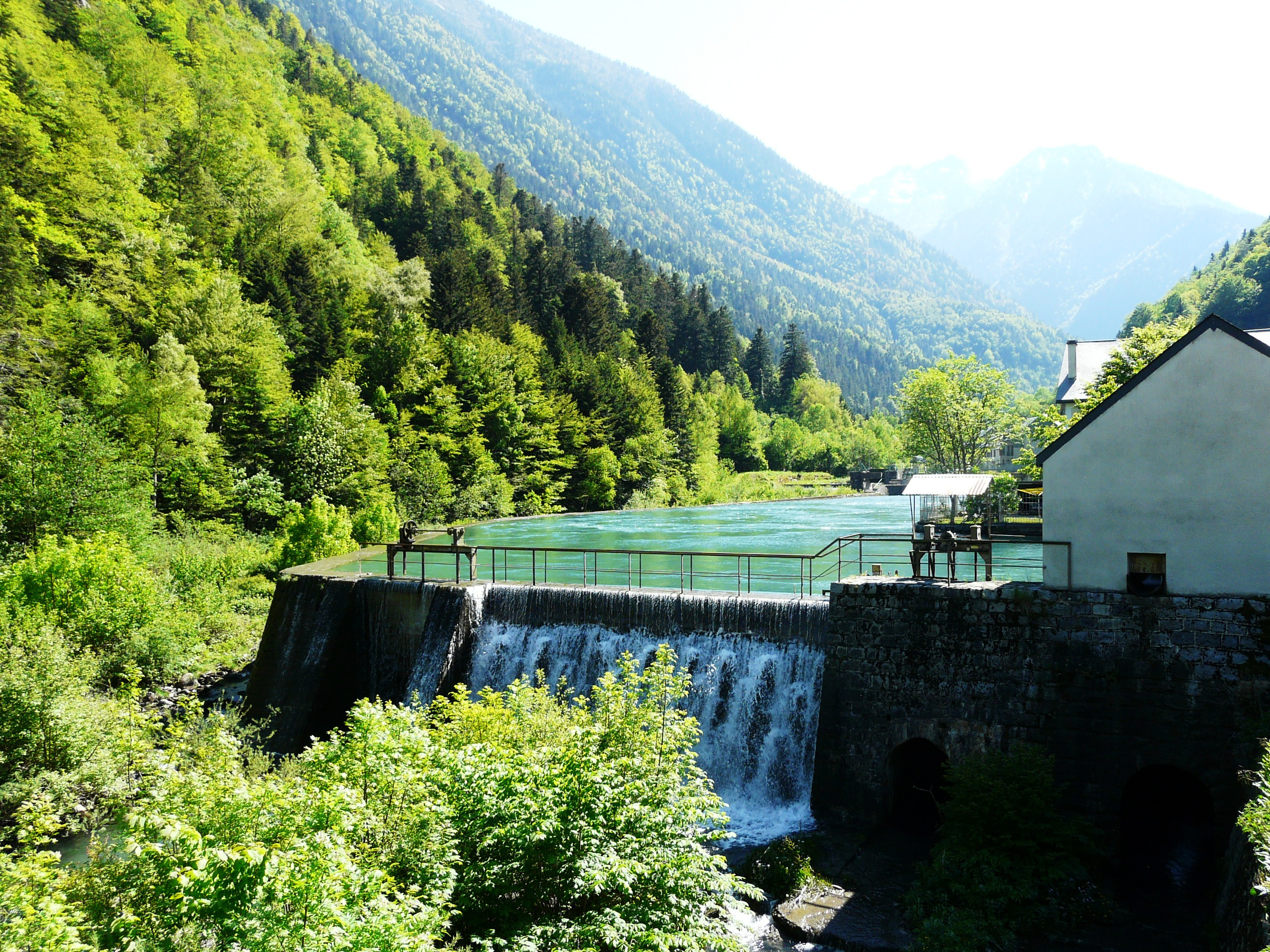
Retenue sur la Neste d'Aure à Éget-Cité, Aragnouet.
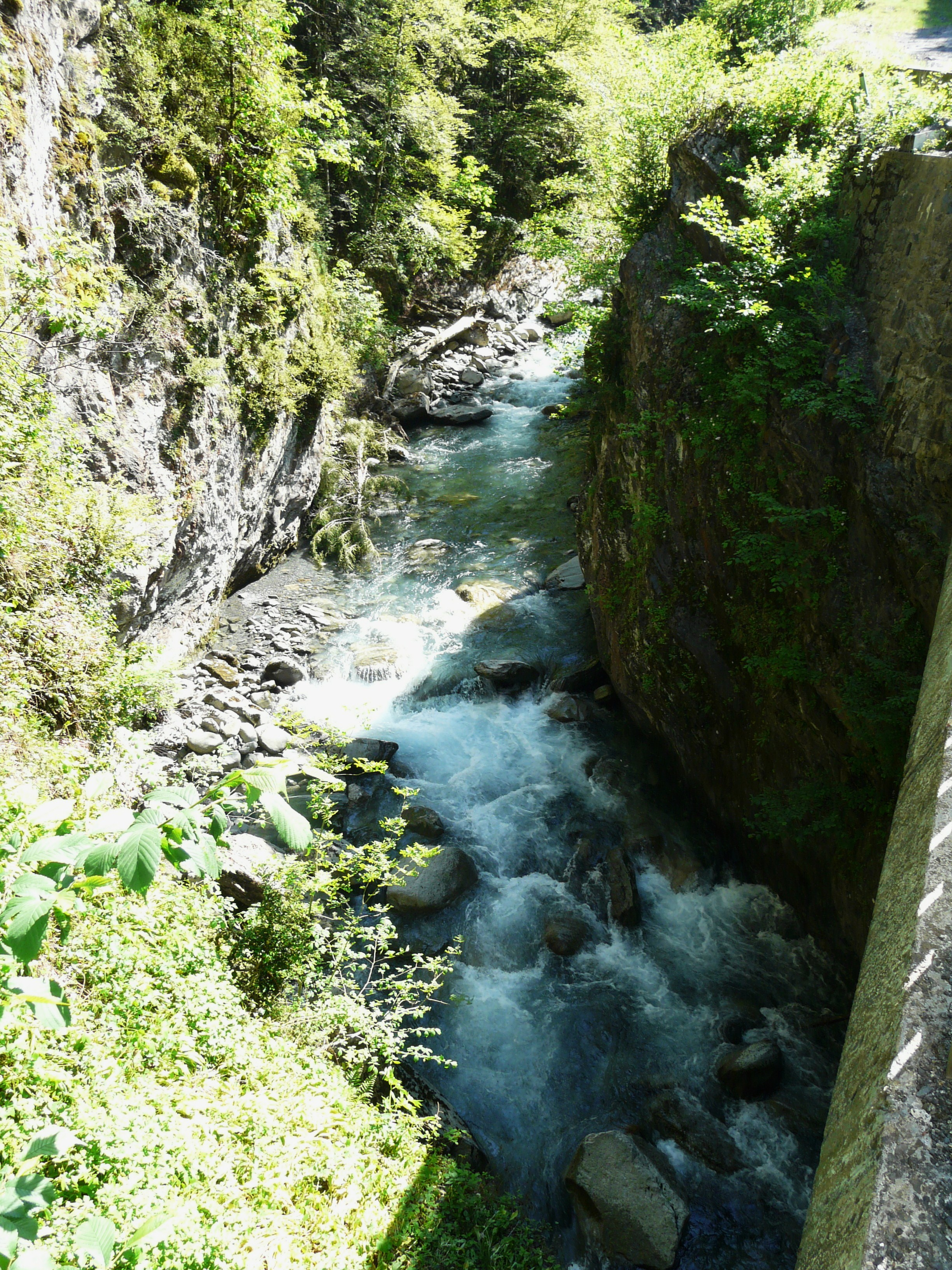
La Neste d'Aure au pont de la Hosse, Aragnouet.
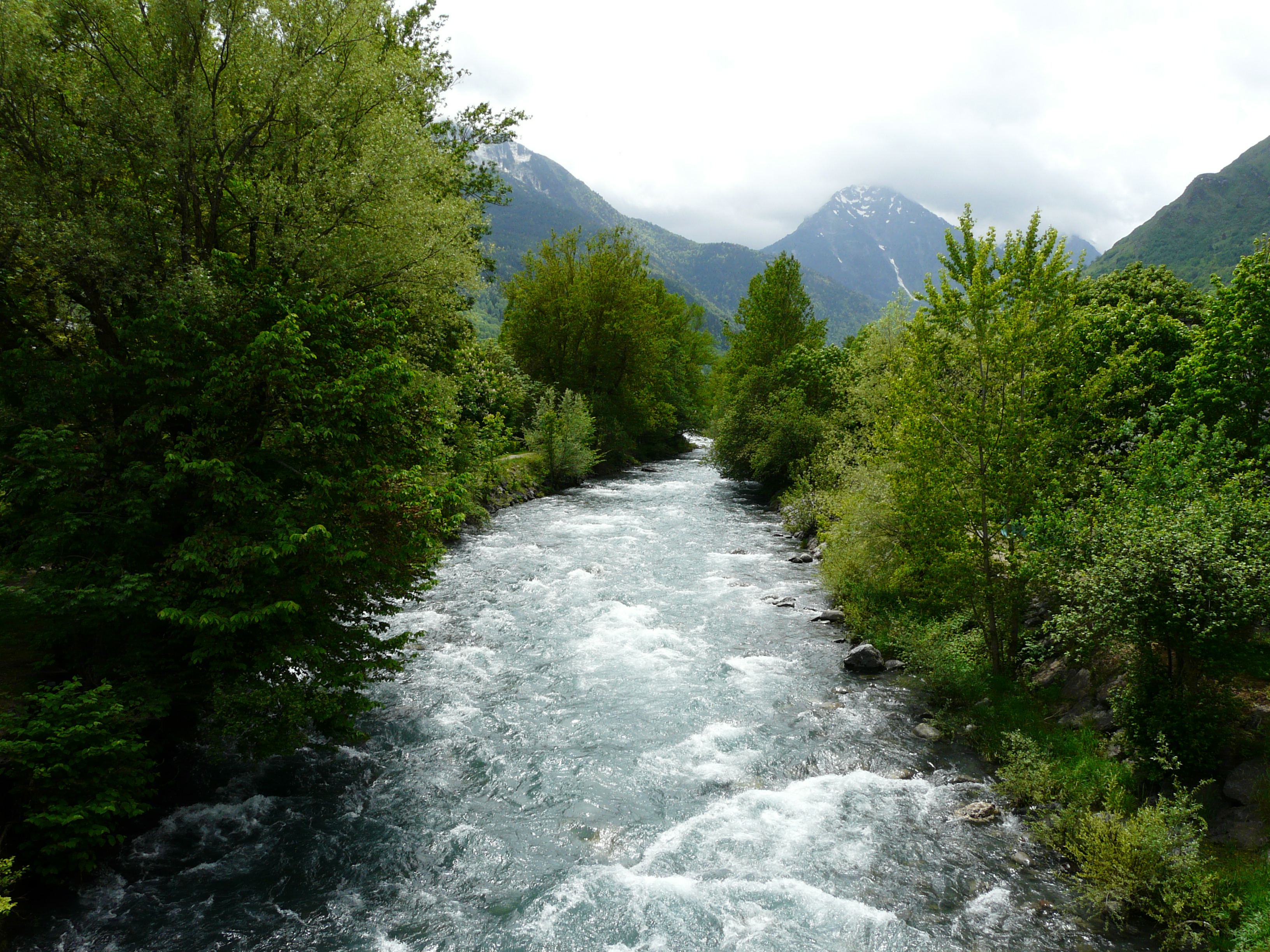
La Neste d'Aure à Vielle-Aure.
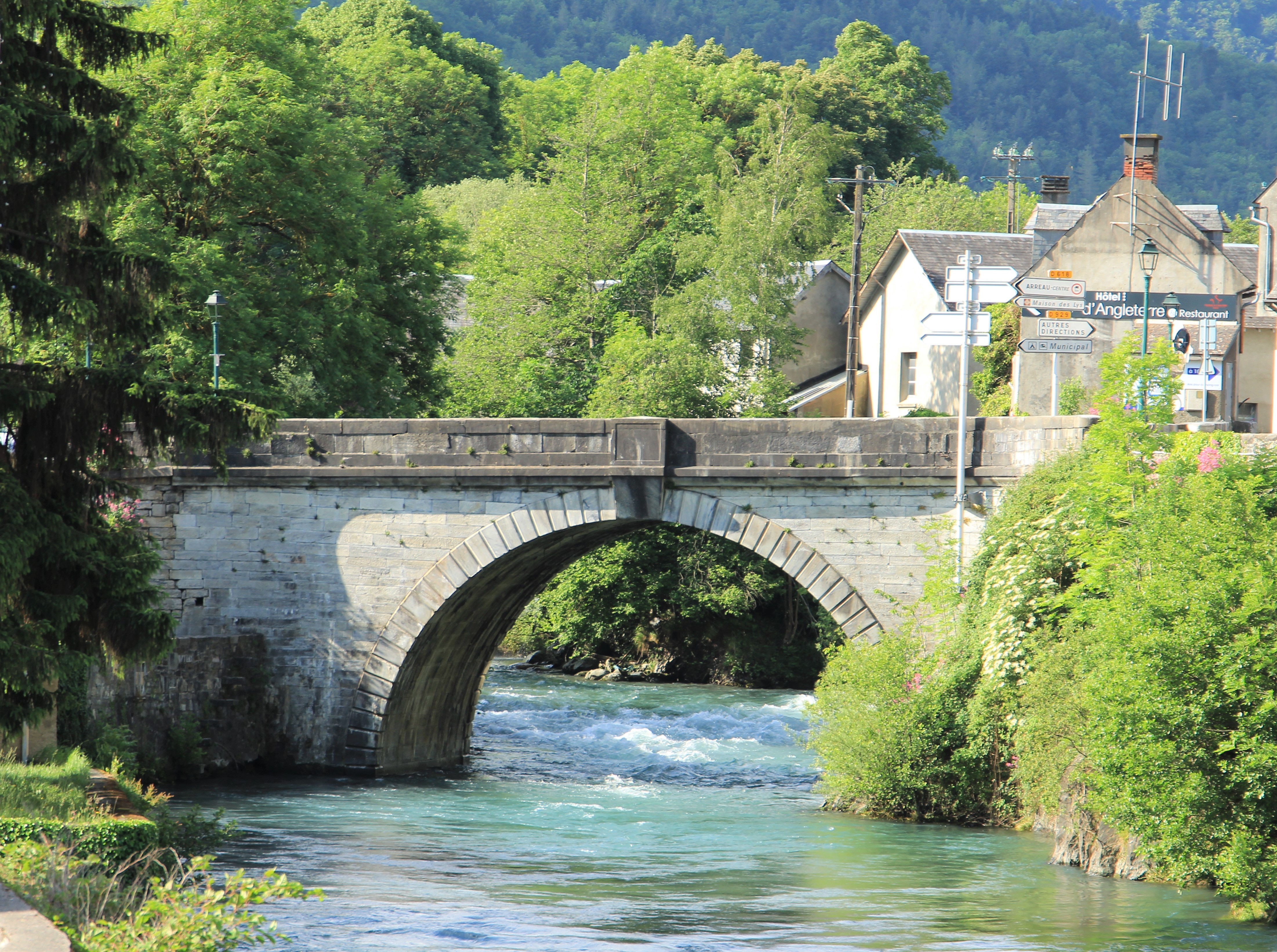
La Neste d'Aure à Arreau.
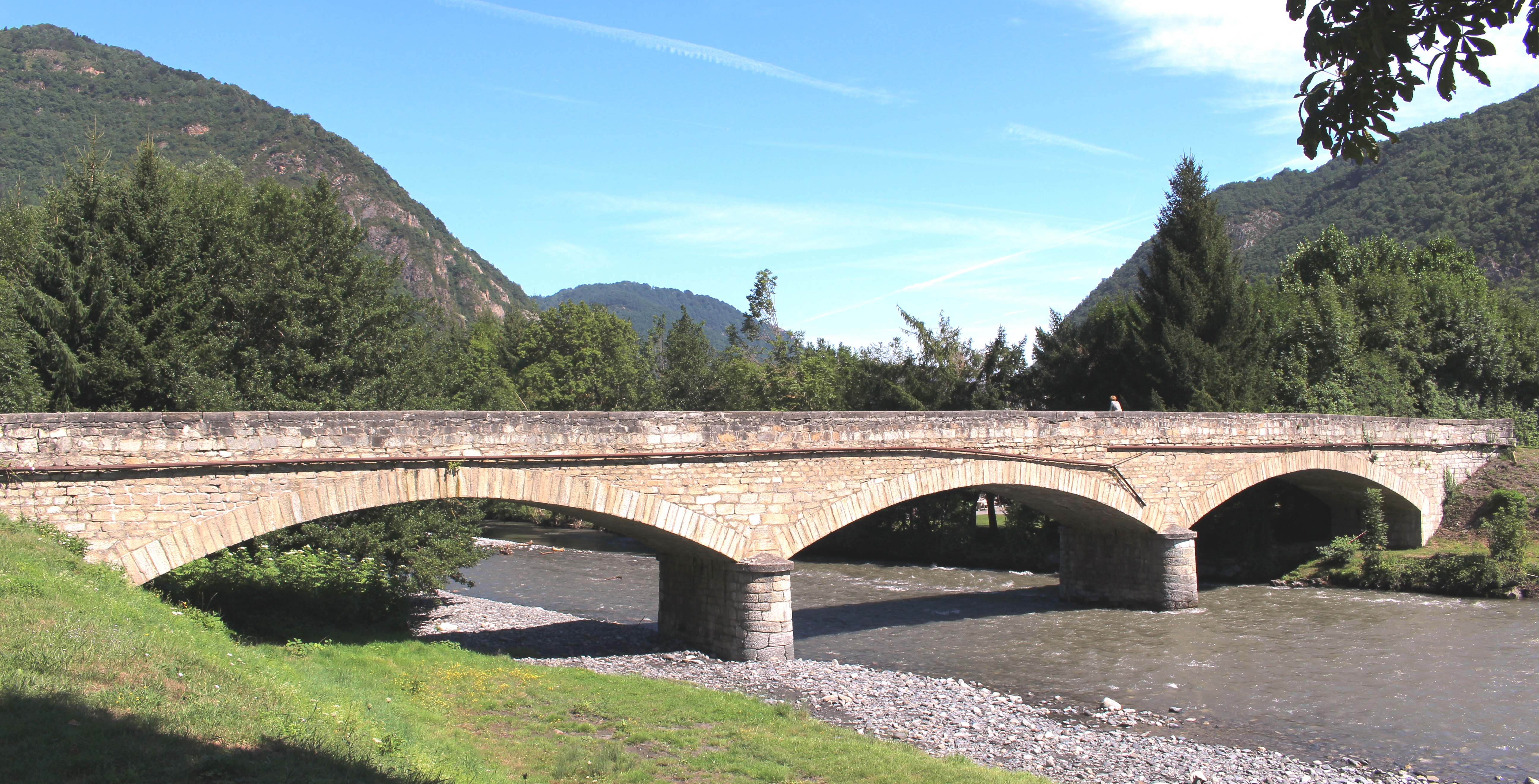
La Neste d'Aure à Grézian.
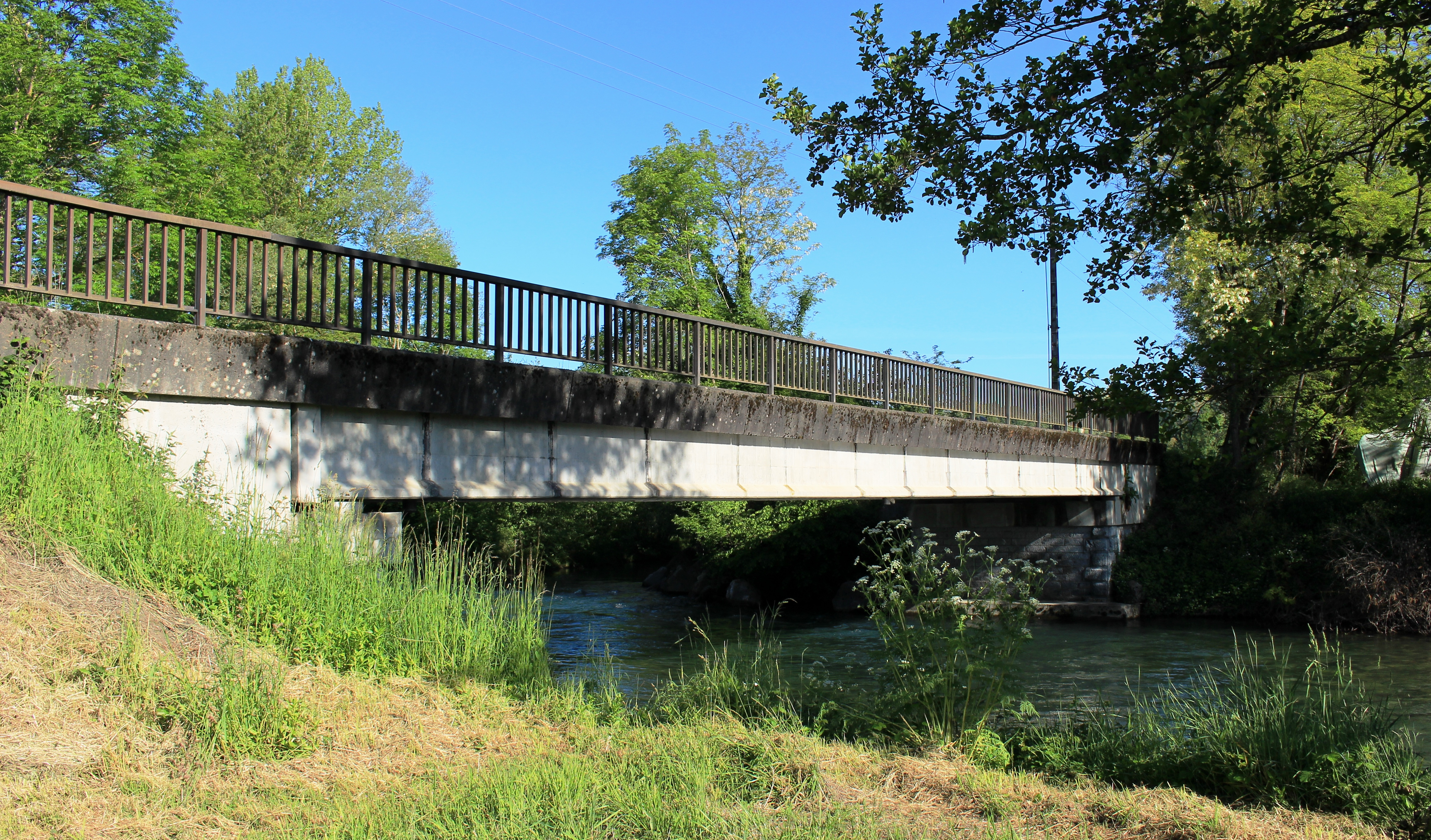
La Neste à Bizous.